# Buronson
Yoshiyuki Okamura (岡村善行), també conegut com Buronson (武論尊) o Shō Fumimura (史村翔, Fumimura Shō), és un mangaka japonès, conegut per la seva obra Hokuto no Ken. El 2002 guanyà el Premi Shogakukan per l'obra Heat amb l'il·lustrador Ryoichi Ikegami.

## Vida
Va nàixer en Saku, Nagano en 1947. Es va graduar de l'Escola d'Entrenament de la Força Àrea Japonesa en 1967 i va servir com mecànic de radars. En 1969 es va retirar de la Força Naval Japonesa i va anar prompte contractat com assistent de Hiroshi Motomiya. Va començar la seua carrera de Manga quan va escriure Pink Punch: Miyabi en 1972, il·lustrat per Goro Sakai. En 1975 va escriure el seu primer èxit, The Doberman Detective, il·lustrat per Shinji Hiramatsu. El famós Hokuto no Ken va fer el seu debut com el seu més famós treball en 1983, il·lustrat per Tetsuo Hara. En 1989 la seua història Ōrō va ser publicada en la revista Animal Magazine, il·lustrat per Kentaro Miura, i en 1990 van fer també una seqüela titulada Ōrō Den. També col·labore amb l'artista Ryoichi Ikegami en diversos treballs com Strain, Human i el famós Sanctuary. Dins dels seus altres treballs majors aquesta The Phantom Gang, il·lustrat per Kaoru Shintani.

## Influències
Les seues principals influències han estat pel·lícules de Bruce Lee, i Mad Max.

## Curiositats
L'àlies Buronson és un tribut a l'actor Nord-americà Charles Bronson, la manera de créixer el bigot del qual va ser imitat per Yoshiyuki Okamura.

## Treballs
- Pink Punch: Miyabi (1972, il·lustrat per Gorō Sakai)
- Doberman Deka (1975, 18 volums, il·lustrat per Shinji Hiramatsu)
- Hokuto no Ken (de 1983 a 1988, 27 volums, il·lustrat per Tetsuo Hara)
- Ōrō (1989, il·lustrat per Kentaro Miura)
- Ōrō Den (1990,il·lustrat per Kentaro Miura)
- Japan (1992, 1 volum, il·lustrat per Kentaro Miura)
- Mushimushi Korokoro (de 1993 a 1996, 11 volums, il·lustrat per Tsuyoshi Adachi)
- Strain (de 1997 a 1998, 5 volums, il·lustrat per Ryoichi Ikegami)
- Odyssey (de 1995 a 1996, 3 volums, il·lustrar per
- Heat (de 1999 a 2004, 17 volums, il·lustrat per Ryoichi Ikegami)
- Sanctuary (de 1990 a 1995, 12 volums, il·lustrat per Ryoichi Ikegami)
- The Phantom Gang (il·lustrat per Kaoru Shintani.
- Go for break (2000, 3 volums, il·lustrat per Tsuyoshi Adachi)
- Rising Sun (2002, 3 volums, il·lustrat per Tokihiko Matsuura)
- Gokudo Girl (de 2003 a 2004, 5 volums, il·lustrat per Hidenori Hara)
- Sōtingues no Ken (de 2001 fins ara, 14 volums (en producció), il·lustrat per Tetsuo Hara)